# Huperzia arcturi
Huperzia arcturi là một loài thực vật có mạch trong Họ Thạch tùng. Loài này được (Maxon ex Herter) C.V. Morton ex Luteyn mô tả khoa học đầu tiên năm 1999.